# 윤 (성씨)
윤(尹)씨는 한국의 성씨이다. 윤(尹)씨는 2015년 대한민국 통계청 인구조사에서 1,020,547명으로 조사되어, 한국 성씨 인구 순위 9위이다. 본관은 파평(坡平), 해남(海南), 칠원(漆原), 남원(南原), 해평(海平), 무송(茂松), 등 6본이 전한다. 인구는 파평 윤씨가 75.5%를 차지한다.

## 파평 윤씨
파평 윤씨(坡平尹氏)의 시조 윤신달(尹莘達)은 고려 태조를 도와 후삼국을 통일한 공으로 개국통합삼한벽상익찬공신(開國統合三韓壁上翊贊功臣) 2등에 책록되었고 관직은 삼중대광태사(三重大匡太師)에 이르렀으며 소양(昭襄)이라는 시호(諡號)를 받았다. 파평 윤씨는 조선시대 문과 급제자 346명을 배출하였으며, 전체 합격자의 2.28%를 차지하였다. 이는 전주 이씨, 안동 권씨에 이어 세 번째로 높은 합격자 수이다. 왕실 국혼(國婚) 가문으로 왕비 5명(성종비 폐비윤씨 포함)으로 조선조에 왕비를 가장 많이 배출한 가문이다. 인물로는 윤관, 윤필상, 윤증, 윤동주, 윤봉길 등이 있다. 2015년 인구는 770,932명이다.
- 분관 : 남원 윤씨(42,423명), 함안 윤씨(7,608명), 야성 윤씨, 덕산 윤씨, 신녕 윤씨

## 해남 윤씨
해남 윤씨(海南 尹氏)는 전라남도 해남군을 본관으로 한다. 시조 윤존부(尹存富)는 고려 문종(재위 1046~1083년) 때 살았던 사람이다. 8세손 영동정공부군(令同正公府君) 윤광전(尹光琠)이 고려 공민왕 때 사온서직장(司醞署直長)을 지내고 강진에 터전을 마련하면서 본관을 해남으로 하였다. 인물로는 윤의중, 윤선도, 윤두서 등이 있다. 2015년 인구는 66,394명이다.

## 칠원 윤씨
칠원 윤씨(漆原尹氏)의 시조 윤시영(尹始榮)은 신라 태종무열왕(太宗武烈王) 때 태자태사(太子太師)를 지냈다고 한다. 그의 아들 윤황(尹璜)은 판태사국사(判太史局事)를 지냈는데, 이후의 수대는 세계(世系)가 실전(失傳)되어 알 수 없다. 따라서 고려에서 칠원현의 호장보윤(戶長甫尹)을 지낸 윤거부(尹鉅富)를 1세조로 하여 세계를 이어오고 있다. 윤거부의 17세손 윤길보는 고려조에 삼중대광 첨의찬성사를 역임하였으며 귀성군에 봉해졌다. 인물로는 윤탁연, 윤지술,등이 있다. 2015년 인구는 65,098명이다.

## 해평 윤씨
해평 윤씨(海平 尹氏)의 시조 윤군정(尹君正)은 고려 고종 때 금자광록대부(金紫光祿大夫)를 지냈다. 윤군정의 손자인 윤석(尹碩)은 고려 충숙왕 때 해평부원군(海平府院君)에 봉해졌다. 인물로는 윤두수, 윤방, 윤치호, 윤덕영, 윤웅렬, 윤보선 등이 있다. 2015년 인구는 32,091명이다.

## 무송 윤씨
무송 윤씨(茂松 尹氏)의 시조 윤양비(尹良庇)는 고려 예종 때 보승랑장으로 무장현 호장을 지냈다. 그의 선조는 중국 당나라 사람 윤경(尹鏡)으로 중국 오계시대의 난을 피하여 무송(전라북도 고창군)에 정착했다고 한다. 인물로는 윤소종, 윤회, 윤자운 등이 있다. 2015년 인구는 14,572명이다.

## 경주 윤씨
경주 윤씨(慶州 尹氏)의 시조 윤통(尹統)은 조선 태종(朝鮮 太宗) 임금 때 문과에 급제하여 호조참판(戶曹參判)이라는 관직을 역임하였다. 2000년 인구는 543가구, 1,684명이다.

## 예천 윤씨
예천 윤씨(醴泉 尹氏)의 시조는 고려에서 추밀부사 윤충(尹忠)이다. 그 후 후손들이 경북 예천에 세거하여 예천을 본관을 삼았다. 2000년 인구는 1,362명이다.
- 상계 : 시조 윤충(尹忠) - 2세 윤신단(尹臣端) - 3세 윤선(尹善) -4세 윤상(尹祥) (호 별동(別洞)) 고려

## 영천 윤씨
영천 윤씨(永川尹氏)의 시조는 윤절생(尹切生)으로 고려조에 호장(戶長)을 지냈다. 그의 증손 승관이 고울(高鬱:영천의 옛 이름)백에 봉해진후 영천을 본관으로 삼는다. 2000년 인구는 841명이다.

## 해주 윤씨
해주 윤씨(海州 尹氏)의 시조는 윤중부(尹重富)이다. 그는 명나라에서 부윤(府尹)이라는 관직을 지낸 윤신(尹信)의 차자(次子)이며, 명나라의 황궁에서 환관을 지낸 윤봉(尹鳳)의 친아우인데, 윤중부는 명나라에서 조선으로 건너온 이후 조선 세종대왕(朝鮮 世宗大王)의 신임을 얻으며, 상호군(上護軍)이라는 무관 관직에서 시작을 하여 지중추원사(知中樞院事)에까지 관직을 지냄에 이르렀으며, 사신 신분으로도 여러 차례 명나라에 왕래하였다 한다.

## 양주 윤씨
양주 윤씨(楊州 尹氏)의 시조는 윤숭(尹崇)이고 그는 고려(高麗) 시대에 삼중대광 도첨의정승(三重大匡 都僉議政承)이라는 관직(官職)을 지내었으며 중시조는 윤덕방(尹德方)인데 그는 시조 윤숭(尹崇)의 아들(?)이고 고려 시대에 판전의시사(判典儀寺事)라는 관직을 지냈다.

## 같이 보기
- 한국의 성씨와 이름
- 한국